# Алунішул (Бістріца-Несеуд)
Алунішул (рум. Alunișul) — село у повіті Бистриця-Несеуд в Румунії. Входить до складу комуни Загра.
Село розташоване на відстані 357 км на північний захід від Бухареста, 33 км на північний захід від Бистриці, 85 км на північний схід від Клуж-Напоки.

## Населення
За даними перепису населення 2002 року у селі проживали 318 осіб, усі — румуни. Усі жителі села рідною мовою назвали румунську.